# Enterosora anjanaharibensis
Enterosora anjanaharibensis là một loài dương xỉ trong họ Polypodiaceae. Loài này được Rakotondr. mô tả khoa học đầu tiên.